# Vodní trkač

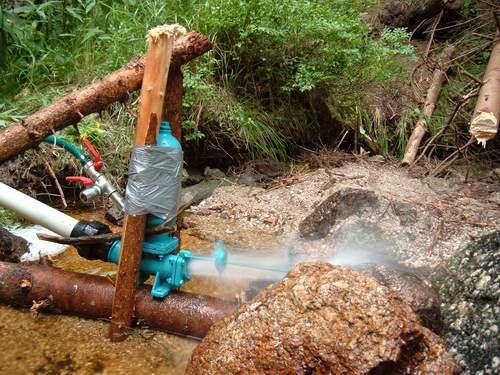
Vodní trkač na táboře českého oddílu Pterodactylus

Vodní trkač je jednoduché vodní čerpadlo poháněné vodou. Vodní trkač byl v 18. století zkonstruován francouzským vynálezcem Josephem Montgolfierem. Využívá kinetickou energii proudící vody. Proud vody je pravidelně uzavírán trkacím ventilem. Vzniklé rázy slouží k čerpání vody přes výtlačný ventil do výšky několikanásobně vyšší, než je rozdíl hladin vody, která trkač pohání.

## Popis činnosti

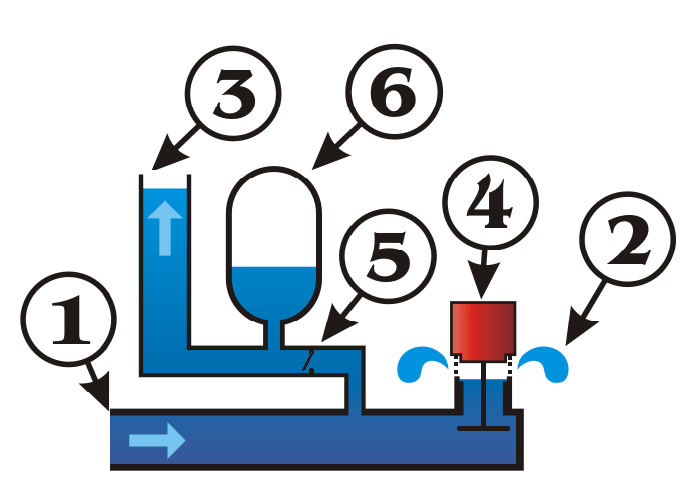
Vodní trkač:
1. Přívod - přívodní potrubí
2. Výtokový otvor
3. Odtok - výtlačné potrubí
4. Trkací ventil
5. Výtlačný ventil (zpětná klapka)
6. Tlaková nádoba

Trkací ventil (4) je umístěn při výtoku z čerpadla a uzavírá z vnitřku výtokový otvor (2). Ventil je zatížen závažím, nebo pružinou tak, aby byl právě překonán tlak vody, a ventil se otevřel. Po několika okamžicích dosáhne voda takové rychlosti, že uzavře i zatížený trkací ventil. V náhle uzavřeném potrubí s rychle proudící vodou náhle stoupne tlak. Ten překoná tlak vody ve výtlačném potrubí (3), otevře výtlačný ventil (5) a malé množství vody pronikne do tohoto potrubí. Po odeznění rázu se uzavře výtlačný ventil, hmotnost závaží přemůže tlak vody na trkacím ventilu, ten se otevře a cyklus se může znovu opakovat.
Za výtlačným ventilem bývá obvykle tlaková nádoba (lidově nazývaná též hruška, nebo větrník) se stlačeným vzduchem (6), která tlumí rázy vznikající ve výtlačném potrubí (3).

## Historie
Přímým předchůdcem trkače, vynalezeným roku 1772 Johnem Whitehurstem z hrabství Cheshire ve Velké Británii, byl ručně ovládaný pulsní motor (pulsation engine), poprvé instalovaný v Oultonu v Cheshire. Čerpal vodu do výšky 4,9 metru (16 stop). Druhý postavil roku 1783 v Irsku. Svůj nápad však nepatentoval a podrobnosti konstrukce se nedochovaly. Ví se jen, že už k chodu používal tlakovou nádobu - zásadní součást pozdějších trkačů. J. Whitehurst však svůj nápad ještě nedokázal prakticky využít.
První automaticky pracující trkač úspěšně sestavil roku 1796 Francouz Joseph Michel Montgolfier (známější jako spoluvynálezce horkovzdušného balónu). Využil jej pro čerpání vody ve své papírně ve Voiron. Přítel Matthew Boulton jeho jménem v Británii roku 1797 princip trkače patentoval. Synové J. M. Montgolfiera získali na vylepšenou verzi trkače britský patent roku 1816. Roku 1820 získal patent spolu s Whitehurstovým návrhem inženýr Josiah Easton, který se tou dobou právě přestěhoval z rodného Somersetu do Londýna.
Eastonovu firmu zdědil syn James (1796–1871). Pod Jamesovým vedením firma vzkvétala a během devatenáctého století se postupně stala jedním z nejvýznamnějších strojírenských podniků ve Spojeném království s největší továrnou ve městě Erith v hrabství Kent v jihovýchodní Anglii. Specializoval se na stavby vodárenských zařízení, kanalizačních a zavlažovacích systémů po celém světě. Ve velkém dodával na trh rovněž trkače, které zásobovaly vodu domy, farmy i celé obce. Některá z jeho zařízení pracovala ještě v roce 2004.
Firma byla uzavřena roku 1909, ale v obchodování s trkači pokračoval James R Easton. Od něj v roce 1929 převzal výrobu Green & Carter z Winchesteru v hrabství Hampshire, dodnes známý výrobou a instalací proslulých trkačů Vulcan a Vacher.

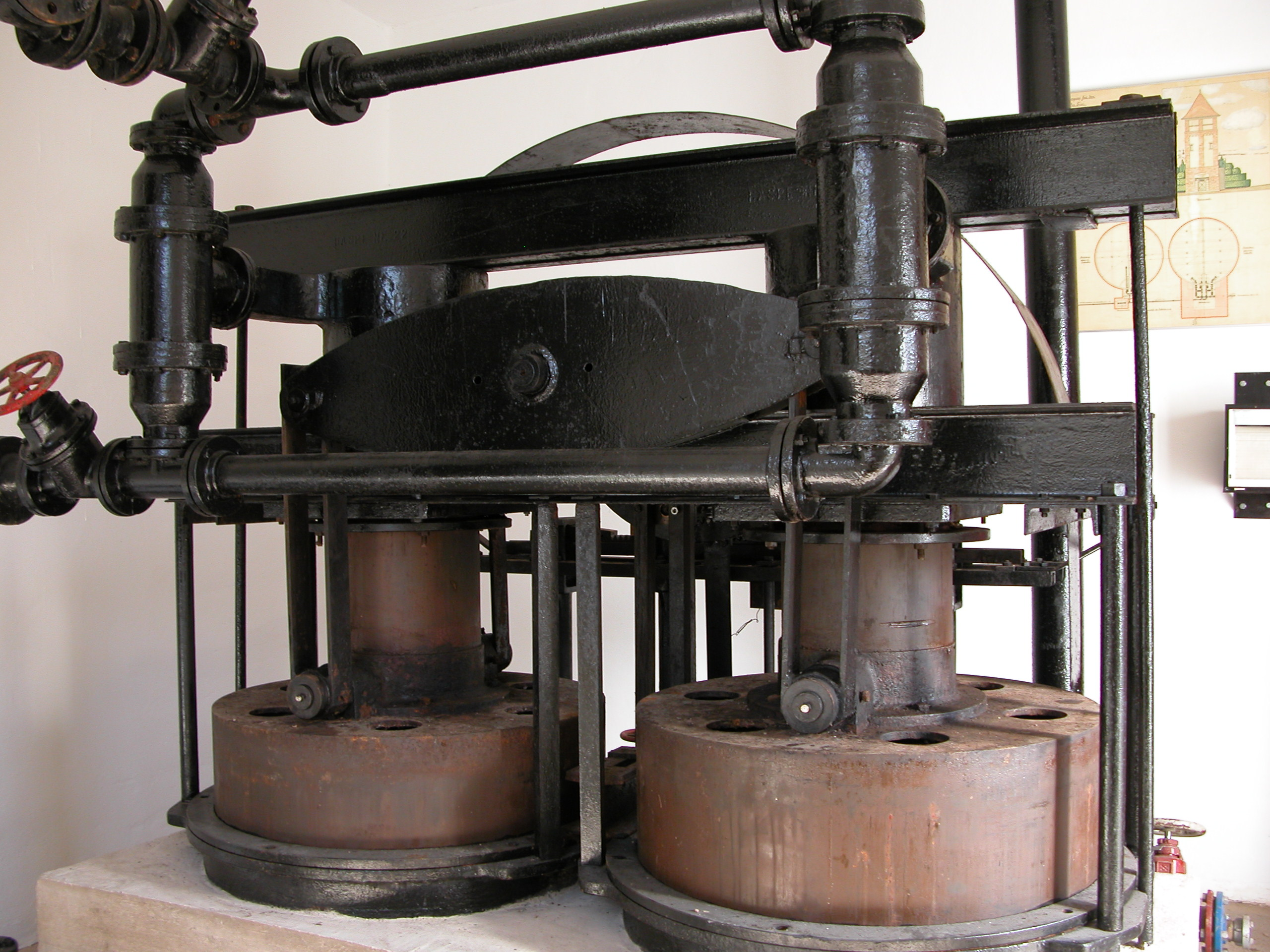
Hydraulický trkač, Systém Lambach v Roscheider Hof Open Air Museum, Německo

První americký patent získali Joseph Cerneau (nebo Curneau) a Stephen (Étienne) S. Hallet (1755-1825) v roce 1809. Zájem o trkače se v Americe zvedl kolem roku 1840. Byly vydány další patenty a trkače začala nabízet řada „domácích“ (amerických) firem. Zlatý věk trkačů v Americe ukončil teprve koncem 19. století rozmach dostupných elektrických čerpadel.
Zájem o trkače opět vzrostl na konci dvacátého století vzhledem k potřebám udržitelných technologií v rozvojových zemích, a úspory energie v zemích rozvinutých. Dobrým příkladem je společnost AID Foundation International na Filipínách, držitel ocenění Ashden Award, za vývoj jednoduchých a spolehlivých trkačů pro použití v odlehlých vesnicích. Hydraulický princip trkače byl také použit v některých návrzích na využití energie mořských vln, z nichž jeden byl diskutován již v roce 1931 Hannsem Güntherem v knize Za sto let (In hundert Jahren).
Některá novější provedení nazývaná ve Velké Británii složené trkače (compound rams) dokáží čerpat vyčištěnou vodu za použití energie z neošetřené hnací vody.  Jedním z takových zařízení je také Glockmannova pumpa prezentovaná v české webové Abecedě malých vodních pohonů.
V roce 1907 byl zprovozněn vodovod, který čerpal vodu z Pramenného dolu do o 150 metrů výše položeného vodojemu zásobující vesnici Dražejov v okrese Česká Lípa. Bylo uváděno, že čerpání poháněl „trkač“, ale ve skutečnosti čerpadlo v nejnižším místě poháněla Peltonova turbína. Jako „trkač“ bývá nazýváno také zařízení, které čerpalo vodu z Obřího dolu na Sněžku od roku 1912 do roku 1950. Ve skutečnosti se ovšem jednalo o Peltonovu turbínu. Toto zařízení je k vidění v Obřím dole.